# 多角形

いくつか異なる種類の多角形: 開多角形 (境界は含まない), 境界多角形 (内部は含まない), 閉多角形 (内部も境界も含む), 自己交叉多角形

幾何学において多角形（たかっけい、英: polygon; [ˈpɒlɪɡɒn]）とは、広義には、有限個の点 A1, A2, …, An を結ぶ線分 A1A2, …, An−1An, AnA1 の組が定める閉じた折れ線
{\displaystyle (\mathrm {A} _{1}\mathrm {A} _{2},\dotsc ,\mathrm {A} _{n-1}\mathrm {A} _{n},\mathrm {A} _{n}\mathrm {A} _{1})}
を指す。このとき点  A1, A2, …, An を多角形の頂点（vertex, corner）、線分 A1A2, …, An−1An, AnA1 を多角形の辺（edge, side）という。多角形の頂点が相異なり、かつ同一平面上にあり、相異なる辺が交わらないとき、多角形は平面を空でない有界な領域と非有界な領域の二つに分ける（ジョルダン閉曲線定理）。このとき有界な領域の閉包を単に多角形ということもある（単純平面多角形）。さらに狭義には、平面にある空でない有限集合の凸包、言い換えると有限個の半平面の共通部分として表せる空でない有界集合を多角形ということも少なくない（凸平面多角形）。このように多角形は文脈に応じてわずかに異なる定義がいくつもなされ、その意味について必ずしも共通した一定の了解があるわけではない（#一般化も参照のこと）。
n 個の辺を持つ多角形は n-角形 (n-gon) あるいは n-辺形 (n-lateral) と呼ぶ。例えば三角形は三辺形である。多角形は、より一般の任意次元における超多面体の二次元の例になっている。
多角形 (polygon) の語は、「多い」を意味する希: πολύς (ラテン転写: polús) と「角」（カド）を意味する希: γωνία (ラテン転写: gōnía, cōnía) に由来する。二つの相隣る (adjacent) 辺とそれらの交点としての頂点の成す幾何学的対象が角（カク、平面角）で、その大きさを測る数値（測度）を角度（角の測度）と呼ぶ。
なお、図形に関してはしばしば、その周辺の枠だけについて議論しているのか、面としてその内側と外側を区別しているのか曖昧なことがあるが、多角形についても同様であり、たとえば後者について議論していることを明確にするために「面分」（「線分」からの類推）などといった語が使われることなどがある。
面についての考慮をともなわない、「点と辺からなる対象」としては、（グラフ理論の意味の）「グラフ」の一種とみなすことができ、（多角形に限らないが）図形やグラフの特徴などについて、しばしば相互の用語などを使って説明などがなされることがある（一例として、多面体グラフの記事を参照のこと）。

## 歴史

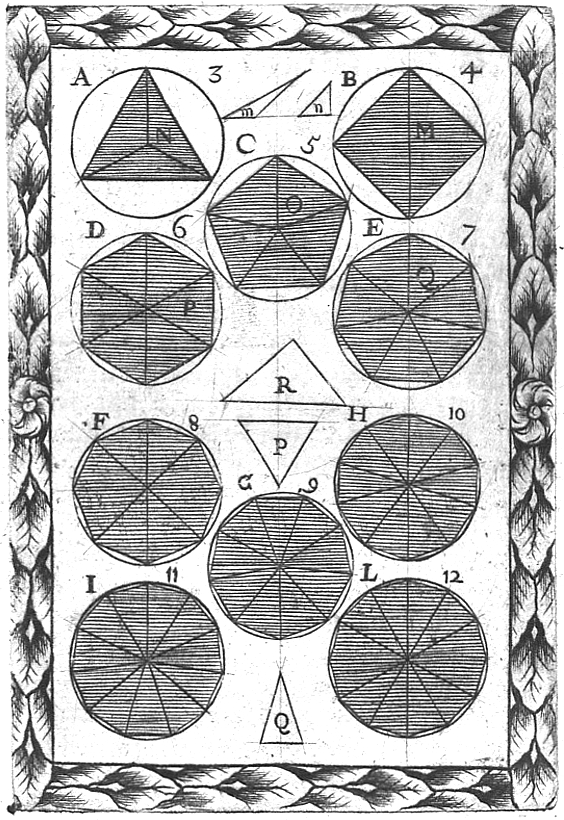
Historical image of polygons (1699)

多角形は古代より知られてきた。正多角形は古代ギリシアにおいて既に知られている。
また五芒星のような非凸正多角形（星型多角形）も早くも紀元前7世紀ごろ、アリストノトスのクラテール（カエレにおいて発見され、現在カピトリーノ美術館に収蔵されている）に描かれている。
一般の非凸多角形の系統的研究として最初に知られたものは、14世紀にトーマス・ブラドワーディンによって為された。
1952年にジェフリー・コリン・シェファードは多角形の概念を複素平面C2 上に一般化（各実次元に虚次元を一つずつ追加）したものとして複素多角形の概念を導入した。

## 用語
多角形の
- 頂点: 多角形を成す閉折れ線の0次元要素（折れ線の分節点）。辺の両端に一つずつ存在し、相隣る二つの辺 (adjacent side) の唯一の交点。自己交叉を持つ場合、隣り合わない二辺の交点は必ずしも頂点でない。
- 辺： 多角形を成す閉折れ線の1次元要素（折れ線の辺）。相隣る二点 (adjacent point) に対しそれらを結ぶ唯一の線分である。
  - 頂点同士や辺同士が「相隣る」または「隣り合う」 (adjacent) という関係を隣接関係（英語版） (adjacency relation) と言う。
  - 一つの辺に相隣る二つの頂点が載り、相隣る二つの頂点から一つの辺が決まるという関係を接続関係と言う。「頂点がある辺に載っていること」および「辺がある頂点を通ること」の二者をまとめて、それら頂点と辺が接続している (incidect) と言うことができる。
    - 多角形は相隣る頂点が一つの辺に接続し、かつ、相隣る辺が一つの頂点に接続する、閉じた図形（特に閉曲線）であると言うことができる。
- 内部: 閉曲線としての多角形が囲む有界領域。単純多角形（閉曲線として単純な多角形）の場合には、内部は連結かつ開集合（つまり多角形の頂点および辺上の点はどれも含まない）である（自己交叉のある場合は、連結とは限らず辺上の点が内部に含まれるかどうかも場合による）。多角形の内部にある点はその多角形の内点と呼ばれる。
  - 多角形およびその内部を併せた図形は（内部を含むことを明示したいときには）特に中身の詰まった多角形という。
- 外部: 中身の詰まった多角形を頂点、辺上の点、内点の全体からなる平面上の点集合と見たとき、その補集合。単純多角形の場合、多角形が分割する平面上の二つの領域のうち、内部でない（非有界となる）ほうで、頂点および辺はいずれも含まない。
  - 単純閉曲線が平面を二つの領域に分け、一方が有界、他方が非有界となることはジョルダン曲線定理の項を参照。
  - 多角形はその内部および外部の共通の境界になる。
- 面： 中身の詰まった多角形における2次元の要素（中身の詰まった多角形の全体と一致する）。多角形は中身の詰まった多角形の境界上でその面と接続する。一つの多角形に面はただ一つだけ接続しているが、自己交叉のある場合には面の連結成分が複数になりうる（各連結成分を個別の面とみなすことはできるが、その場合面の境界は必ずしも多角形の辺や頂点でない）。
- 内角： 頂点において相隣る辺が多角形の内部に見込む角。
- 外角： 平角から内角を引いたもの。凹多角形では外角の角度が負になり得る（そのとき外角は多角形の内部にある）。

- 対角線： 一つの多角形の2頂点を端点に持つ線分のうち、多角形の辺ではないものをその多角形の対角線という。
- 対角： 一つの多角形の1頂点における内角に対して、この頂点と対角線で結ばれた頂点を持つ内角をいう（例：4角形には、2組の対角がある）。
- 対辺： 奇数の辺に囲まれた一つの多角形においては、1頂点に対して、その頂点のちょうど反対側にある辺をいう（例：5角形には、頂点とその対辺が5組ある）。一方、偶数の辺に囲まれた一つの多角形においては、1辺に対して、その辺のちょうど反対側にある辺をいう（例：6角形は、3組の対辺によって囲まれた図形である）。
- n角形： 多角形の辺の数を文字数nで表すとき、その多角形をn 角形と呼ぶ。ここで、nは3以上の整数である。n角形は、n個の頂点を持つ。正多角形の場合には、正n角形と表現する。n は、n角形となったとき名詞となるので、基本的には漢数字で表記される[要出典]（例：「3角形」ではなく「三角形」）。

## 分類

いくつか異なる種類の多角形

### 辺の数
多角形は第一義的にその辺の数で分類できる。n 個の辺を持つ多角形は n-角形あるいは n-辺形と呼ぶ。

### 凸性・凹性
多角形をその凸性あるいは凹性によって特徴付けることができる:
- 凸多角形: この多角形を横切る（辺や角に接することのない）任意の直線は、その多角形と境界においてちょうど二回交わる。その帰結として、凸多角形の内角は 180° より小さい。同じことだが、凸多角形の境界上に両端点を持つ任意の線分は、一方の端点から多角形の内点のみを通ってもう一方の端点に達する。
- 非凸多角形: その多角形の境界と二回以上交わる線分を見つけることができる。同じことだが、境界上の二点を結ぶ線分でその多角形の外側を通過するものが存在する。
- 単純多角形: その多角形の境界は自分自身と交わらない（閉曲線として単純）。任意の凸多角形は単純である。
- 凹多角形は、単純非凸多角形を言う。少なくとも一つの内角が 180° 以上である。
- 星状多角形（英語版）: その多角形の内部の全てを少なくとも一点から辺と交わることなく見込むことができる。星状多角形は単純でなければならないが、凸の場合も凹の場合もあり得る。
- 自己交叉多角形（英語版）: 多角形の境界が自身と交わる。
- 星型多角形: ある種の正則性を持つ自己交叉多角形。多角形が星型かつ星状となることができない。

### 等値性・対称性
- 等角多角形（英語版）: 全ての角の角度が等しい。
- 共円多角形: 全ての頂点が同一円周上にある。そのような円は外接円という。
- 同角 (isogonal) または頂点推移的（英語版）多角形: 全ての角が同一の対称変換軌道（英語版）に属する。頂点推移的多角形は等角かつ共円である。
- 等辺多角形（英語版）: 全ての辺が同一の長さを持つ。等辺多角形は凸多角形とは限らない。
- 円外接多角形: 全ての辺が内接円に接する。
- 同辺 (isotoxal) または辺推移的（英語版）: 全ての辺が同一の対称軌道に属する。辺推移的多角形は等辺かつ円に外接する。
- 正多角形: 同辺かつ同角な多角形。同じことだが、共円かつ等辺な多角形、あるいは等辺かつ等角な多角形と言ってもよい。非凸な正多角形は星型正多角形と言う。

### その他
- 直角多角形（英語版）: 多項式の辺は直角に交わる。すなわち、任意の内角が 90° または 270°。
- 与えられた直線 L に関する単調多角形（英語版）: L に直交する任意の直線が、その多角形と二回より多くは交わらない。

色々な正多角形

## 多角形の内角の和／外角の和
n 角形の内角の総和は、多角形の形状に関わらず（凸であれ凹であれ）　{\displaystyle (n-2)\times 180^{\circ }\,}　である。これはどのような多角形でも、対角線で適当に区切ることで (n-2) 個の三角形に分割できることから導かれる。正 n 角形の内角は全て等しいので、正 n 角形の内角は {\displaystyle {\frac {n-2}{n}}\times 180^{\circ }\,} である。
n 角形の外角の総和は、nの値によらず、常に360度（ラジアン角では2π）である。

## 面積公式
多角形の面積は、頂点の位置ベクトルから外積を用いて計算することができる。
多角形の頂点を反時計回りに並べて、それらの位置ベクトルを {\displaystyle {\vec {p}}_{1},\dots ,{\vec {p}}_{n}} とすると、その面積は
{\displaystyle {\frac {1}{2}}\sum _{k=1}^{n}{\vec {p}}_{k}\times {\vec {p}}_{k+1}}
という式になる。ただし、{\displaystyle {\vec {p}}_{n+1}={\vec {p}}_{1}} とする。
この式を使うと凹多角形でも問題なく計算できるが、自己交差を持つなどの特殊な場合には適用できないので注意が必要である。
ちなみに、時計回りのときは負になるだけなので、どちら回りかよく分からないときには全体の絶対値をとればよい。

## 合同条件
辺の数が同数の二つの多角形 P , P' があるとする。この二つの多角形に対し合同関係が定義できるが、次の条件を満たすとき、二つの多角形は合同である。
- P , P' に関して、それぞれある単純閉路 C , C' が存在して、通った辺の順に、その長さをそれぞれ (l1,l2,…,ln) , (l'1,l'2,…,l'n) とすれば、l1 = l'1 , l2 = l'2 , … , ln = l'n が成り立つ。
- P , P' に関して、それぞれある単純閉路 C , C' が存在して、通った頂点の順に、その対応する角の大きさをそれぞれ (θ1,θ2,…,θn) , (θ'1,θ'2,…,θ'n) とすれば、θ1 = θ'1 , θ2 = θ'2 , … , θn = θ'n が成り立つ。

また、辺の数に関係なく、二つの多角形の面積が等しければ、適当に分割することによって、二つの多角形を合同にすることができる。（ボヤイの定理）

## 相似条件
辺の数が同数の二つの多角形 P , P' があるとする。この二つの多角形に対し相似関係が定義できるが、次の条件を満たすとき、二つの多角形は相似である。
- P , P' に関して、それぞれある単純閉路 C , C' が存在して、通った辺の順に、その長さをそれぞれ (l1,l2,…,ln) , (l'1,l'2,…,l'n) とすれば、ある定数 k が存在して、l1 = kl'1 , kl2 = kl'2 , … , ln = kl'n が成り立つ。
- P , P' に関して、それぞれある単純閉路 C , C' が存在して、通った頂点の順に、その対応する角の大きさをそれぞれ (θ1,θ2,…,θn) , (θ'1,θ'2,…,θ'n) とすれば、θ1 = θ'1 , θ2 = θ'2 , … , θn = θ'n が成り立つ。

## コンピュータグラフィック
直線のみから成る多角形は、コンピュータグラフィックで多用される射影変換に対して閉じている（元が多角形であれば、変換先も曲線になったりせず多角形になる、ということ）ことから、サーフェスモデルのプリミティブなどとして多用されている。詳細はポリゴンの記事を参照のこと。

## 一般化
多角形の概念はいくつかの観点から一般化される。重要なものをいくつか挙げる:
- 球面多角形（英語版）は球面上の点を頂点に持ち、大円弧を辺とする閉路を言う。球面上では、平面では存在できない二つの角と二つの辺を持つ二角形（二辺形）が存在できる。球面多角形は地図学において重要であり、また一様多面体に関するワイソフ構成において重要である。
- 非平面多角形（英語版）は平面上に載っておらず、三次元以上の空間にジグザグにはみ出している。正多胞体のペトリー多角形がよく知られた例である。
- 無限辺形（英語版）は辺と角からなる無限列で、それらは両方向に無限に伸ばせるから、閉じているのではなくて端点が存在しない。
- 非平面無限辺形（英語版）は平面上に載っていない辺と角の無限列である。
- 複素多角形は、通常の多角形の配置（英語版）的対応物（複素化）で、複素二次元（実二次元+虚二次元）の複素平面 C2 上に存在する。これはさらに、任意の複素次元における複素超多面体（英語版）の概念に一般化できる。
- 抽象多面体（英語版）は、（頂点、辺、面、などの）種々の部分とそれらの繋がり方を表現する代数的半順序集合として定義される。通常の実幾何学的多角形は、対応する抽象多角形の「実現」であると言う。写像の取り方に依存して、ここで述べた任意の一般化は実現が取れる。
- 多面体は面としての平面多角形に囲まれた三次元立体で、二次元における多角形の三次元版と考えられる。四次元あるいはそれ以上の次元において対応する図形は多胞体（あるいは超多面体）と呼ばれる。

## 注
1. ↑  多辺形（たへんけい、英: polylateral）ともいう。
2. ↑  多角形の頂点が共面的であるとき平面多角形（plane polygon）、そうでないとき、ねじれ多角形（skew polygon）という。
3. ↑  凸平面多角形は端点（extremal point）の凸包であり、また支持直線（supporting line）が定める半平面の共通部分でもある。